# تاريخ الجيش الإسرائيلي
يتداخل تاريخ الجيش الإسرائيلي  في مراحله الأولى مع تاريخ منظمة الهاجاناه.

## قبل 1948
في أعقاب خطة التقسيم التي اتخذتها الأمم المتحدة عام 1947، والتي قسمت أراضي الانتداب البريطاني على فلسطين بين العرب واليهود، أصبحت البلاد متقلبة بشكل متزايد ووقعت في حالة حرب أهلية بين اليهود والعرب بعد أن رفض السكان العرب أي خطة تسمح بإقامة دولة يهودية. وفقًا لخطة دالت، حاولت الهاجاناه تأمين المناطق المخصصة للدولة اليهودية في خطة التقسيم وكتل المستوطنات التي كانت في المنطقة المخصصة للدولة العربية.

## حرب 1948

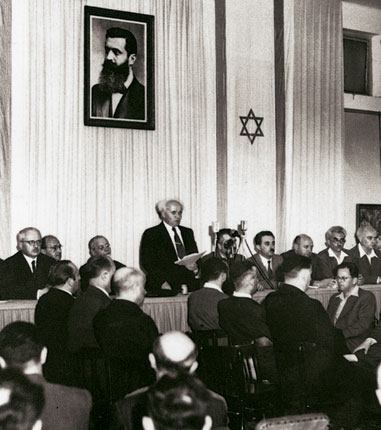
ديفيد بن غوريون، أول رئيس وزراء ووزير دفاع لإسرائيل، يعلن دولة إسرائيل في 14 مايو 1948.

أعلن ديفيد بن غوريون قيام دولة إسرائيل في 14 مايو 1948. كان أمره الأول هو تشكيل الجيش الإسرائيلي. استند هذا الجيش على الأفراد الذين خدموا في الهاجاناه والبلماح وأعلن أنهم القوة المسلحة الشرعية الوحيدة في إسرائيل، وكان المصدر الرئيسي الآخر للقوى البشرية هو المهاجرين من أوروبا، وكان بعضهم من الناجين من المحرقة وغيرهم من قدامى المحاربين من الحرب العالمية الثانية.
بعد إعلان الاستقلال في عام 1948، غزت الجيوش العربية إسرائيل. جاءت مصر من الجنوب، ولبنان وسوريا من الشمال، والأردن من الشرق بدعم من القوات العراقية والسعودية، فيما أعلن عزام باشا، أمين الجامعة العربية متحدثًا في إذاعة القاهرة، أنه سيكون «حرب إبادة ومذبحة كبيرة.»
في المرحلة الأولى من الحرب، كان الجيش الإسرائيلي أقل من حيث العدد والأسلحة، فكان لدى الجيوش العربية 270 دبابة و150 بندقية ميدانية و 300 طائرة. بينما لم يكن لدى الجيش الإسرائيلي إلا 3 دبابات بدون أية طائرات. لكن لعدة أسباب، لم يتمكن العرب أبدًا من استغلال تفوقهم في الأرقام، وتمكن الإسرائيليون من المقاومة بنجاح في جميع ساحات المعارك تقريباً مع استثناء بارز للقدس الشرقية. بعد الهدنة الأولى من 11 يونيو إلى 8 يوليو، تمكن الإسرائيليون من اغتنام المبادرة بسبب دخول قوات وإمدادات أسلحة جديدة للخدمة. تشمل الإنجازات البارزة للجيش الإسرائيلي غزو إيلات (أم الرشراش) والناصرة والاستيلاء على الجليل والنقب.
استمرت الحرب حتى 20 يوليو 1949، عندما تم توقيع الهدنة مع سوريا. بحلول ذلك الوقت، تمكن الجيش الإسرائيلي من صد المصريين إلى قطاع غزة بينما استولى الأردن على الضفة الغربية، بما في ذلك القدس الشرقية.
انظر اتفاقيات الهدنة لعام 1949 .

## التأسيس

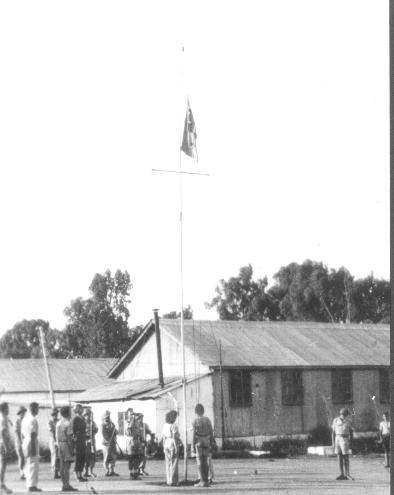
أعضاء من لواء يفتاح في حفل بمناسبة تأسيس الجيش الإسرائيلي. صرفند 1948

لم يكن التطور من عدة ميليشيات سرية إلى جيش دولة بالأمر السهل، فقد شعر الكثيرون في الهاجاناه أن دور القيادة العليا الطبيعي هو أن يصبحوا قيادة الجيش الجديد. تنص الفرقة 18 ن القانون الأول لمجلس الدولة المؤقت، الهاص بالنظام الحكومي والترتيبات القانونية، على أن «الحكومة المؤقتة مخولة بتشكيل قوات مسلحة على البر والبحر والجو، والتي ستكون مخولة بتنفيذ كل ما هو ضروري والإجراءات القانونية للدفاع عن البلاد».   يشار إلى حساسية هذه القضية بالتأخير الذي دام أسبوعين من قبل، وفي 26 مايو 1948 نشر ديفيد بن غوريون عن الحكومة المؤقتة الأمر رقم 4 الصادر عن قوات الدفاع الإسرائيلية، الذي غطى إنشاء الجيش الإسرائيلي واجبات التجنيد وقسم الولاء وحظر أي قوات مسلحة أخرى، وعُهد بتنفيذ الأمر إلى وزير الدفاع ديفيد بن غوريون. كانت أولويته هي حل المنظمات العسكرية التابعة للأحزاب السياسية، وأدى ذلك إلى سلسلة من المواجهات مع قادة البلماح المعروفين باسم تمرد الجنرالات.
تم إنشاء الجيش رسميًا في 31 مايو، وتضمن هذا ضم ألوية الهاجاناه والبلماح تحت قيادة مركزية واحدة، وبدأ ضباطه بأداء يمين الولاء في 27 يونيو، وانضمت منظمتي ليهي وإرجون للقيادة المركزية في الأشهر التالية. على الرغم من العديد من المراسيم الإضافية، لم يتم تحديد الدور والمسؤوليات الفعلية لوزير الدفاع، ولم يكن هناك أي تعريف قانوني للسلطة المدنية لمجلس الوزراء على الجيش.

## 1949-1956
في تلك السنوات بدأ الجيش الإسرائيلي في إعادة بناء نفسه كجيش حديث، وحصل على أسلحة أثقل وإنشاء سلاحي المدرعات والجو. من أجل تعزيز الروح المعنوية للجيش وتنظيمه ومكافحة مشكلة عودة المقاومة الفلسطينية، تم تشكيل الوحدة 101 التي قادها أرييل شارون، ونفذت عددًا من الضربات الانتقامية على الأراضي الأردنية لردع المتسللين. بعد ارتكاب مذبحة قبية سيئة السمعة في عام 1953 تم دمجها مع كتيبة المظليين وأصبح شارون قائدها، وتعتبر الوحدة 101 الأم للوحدات الخاصة بالجيش. في تلك السنوات تم تقرير الرشاش عوزي من إنتاج مصنع الجيش الإسرائيلي وبندقية فال من إنتاج إف إن هيرستال كأسلحة مشاة قياسية.

## حملة سيناء 1956

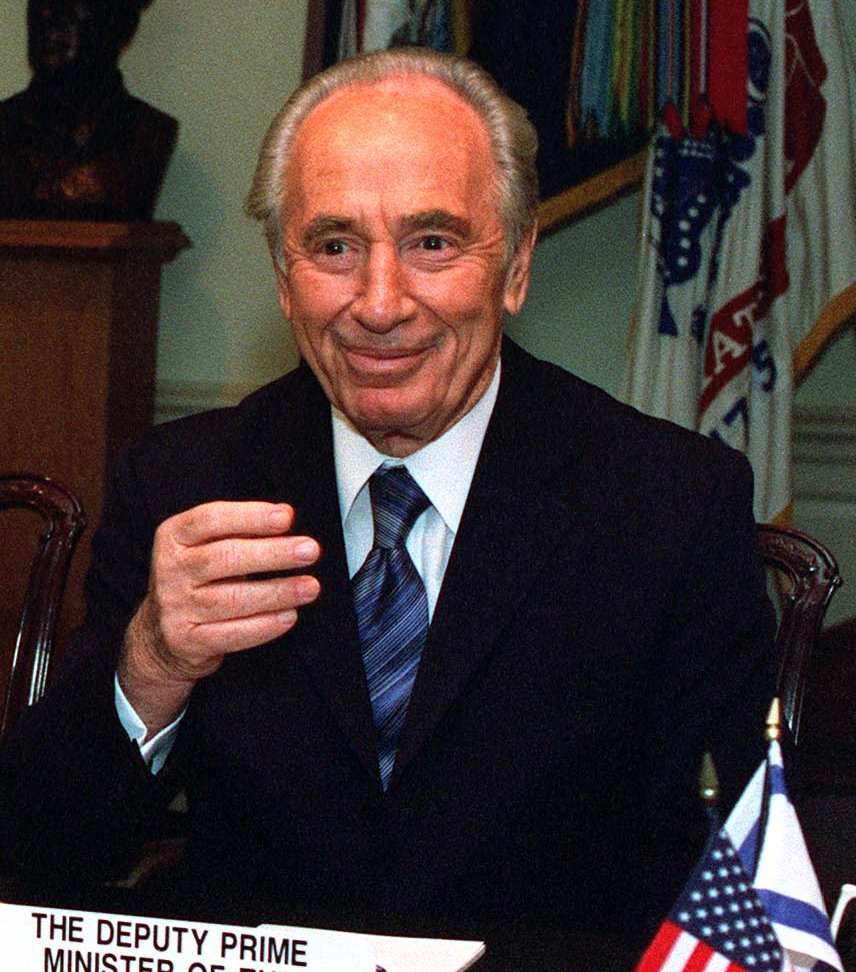
شمعون بيريز، رئيس وزراء إسرائيل (سابقًا) ووزير الدفاع: تفاوضت حول المساعدات العسكرية والنووية التي قدمتها فرنسا إلى إسرائيل.

بين عامي 1954 و1955 أنشأت مصر وحدة قوة خاصة تعرف باسم الفدائيين، وقد أدى ذلك إلى تصاعد الأعمال القتالية على الحدود الإسرائيلية المصرية وأسهم في النهاية في إلى حرب السويس عام 1956.
في منتصف عام 195، قام الرئيس المصري جمال عبد الناصر بتأميم قناة السويس بتشجيع من الدعم من الاتحاد السوفيتي، ورداً على ذلك خططت المملكة المتحدة وفرنسا عملية الفارس بهدف استعادة السيطرة الغربية على قناة السويس وإقالة الرئيس المصري ناصر. في أواخر عام 1956، دفعت التصريحات العربية الأخيرة إسرائيل إلى إزالة تهديد القوات المصرية المركزة في سيناء، وغزت إسرائيل شبه جزيرة سيناء المصرية. الأهداف الإسرائيلية الأخرى كانت القضاء على توغلات الفدائيين في إسرائيل التي جعلت الحياة لا تطاق لسكانها الجنوبيين، وفتح مضيق تيران المحاصر أمام السفن الإسرائيلية. هزم سلاح المدرعات الإسرائيلي، المجهز الدبابات، مثل إم 4 شيرمان وأيه أم أكس-13 القوات المصرية بسرعة وسيطر على سيناء في غضون بضعة أيام، وكما اتفق غزت بريطانيا وفرنسا أيضا واستعادت القناة في غضون يومين، لكن انسحبت بريطانيا وفرنسا وإسرائيل من سيناء تحت ضغوط دولية، خاصة من قبل الولايات المتحدة. لكن الجيش الإسرائيلي حقق أهدافًا عديدة، مثل تأمين الحدود المهددة بشكل كبير، ووعد ناصر بحل الفدائيين، وفتح مضيق تيران مرة أخرى للسفن الإسرائيلية وربما الأهم من ذلك كله، وقد أظهرت إسرائيل قوتها العسكرية ورفعت الحرب الناجحة سمعة الجيش الإسرائيلي وساهمت إلى حد كبير في رفع معنويات الجنود.

## 1956-1966
بعد الحملة الناجحة في سيناء، استفاد الجيش الإسرائيلي من هذا العقد الهادئ نسبياً في التسلح على نطاق واسع وزيادة الاحتراف العسكري، وكانت فرنسا هي المورد الرئيسي للأسلحة حيث زودت إسرائيل بالبنادق والدبابات والطائرات النفاثة مثل داسو ميراج الثالثة. كانت ذروة المساعدات الفرنسية بناء مركز النقب للأبحاث النووية بالقرب من ديمونا عام 1960.

## حرب 1967
بحلول عام 1966، تدهورت العلاقات الإسرائيلية العربية إلى حد المعارك الفعلية بين القوات الإسرائيلية والعربية. في عام 1967، طردت مصر قوات حفظ السلام التابعة للأمم المتحدة، المتمركزة في شبه جزيرة سيناء منذ عام 1957، وأعلنت عن حصار جزئي لوصول إسرائيل إلى البحر الأحمر. في مايو 1967 بدأ عدد من الدول العربية في تعبئة قواتها، نظرت إسرائيل إلى هذه الأفعال كذريعة للحرب.
في صباح يوم 5 يونيو 1967، شن سلاح الجو الإسرائيلي غارة ضحمة دمرت غالبية القوات الجوية المصرية وهي مازالت على الأرض، وبحلول الظهر تم القضاء على القوات الجوية المصرية والأردنية والسورية، بحوالي 450 طائرة، وتمت تسمية هذا الهجوم باسم العملية موكد.
أقنع المصريون سوريا والأردن بالانضمام إلى الحرب بالكذب عليهم والإبلاغ عن «انتصارات مذهلة» في سيناء، فانضمت البلدان العربية على مضض إلى الحرب وقامت الأردن بقصف الجزء الإسرائيلي من القدس ودخول سوريا لإسرائيل من مرتفعات الجولان.
سرعان ما اكتسحت في الوقت نفسه القوات البرية التابعة الإسرائيلية الجيش المصري في سيناء وكانت على وشك الوصول إلى الإسكندرية.[بحاجة لمصدر] استشهد في هذه الحرب حوالي 15000 جندي مصري، وسقط 4482 في الأسر وتم تدمير 80٪ من الدبابات المصرية، بينما قتل 338 إسرائيلي في سيناء وخسائر تقدر بحوالي 63 دبابة. تم احتلال كامل شبه جزيرة سيناء، واستولى الجيش الإسرائيلي فيما بعد على مرتفعات الجولان من السوريين والضفة الغربية من الأردن.
في 7 يونيو / حزيران، استولت القوات الإسرائيلية (وحدة هاريل ؛ ة وحدة يروشالمي؛ ومظليون من النخبة يرافقون الدبابات) على المدينة القديمة في القدس. كان فتح الجدار الغربي وجبل الهيكل يُعتبر من أبرز معالم الحرب وذروة درامية وعاطفية الشعب الإسرائيلي. تمت إعادة توحيد القدس الشرقية والغربية كمدينة واحدة تحت السيطرة اليهودية على نطاق واسع في إسرائيل.
كان للحرب نتائج عظيمة لصالح دولة إسرائيل والجيش الإسرائيلي، فخلال ستة أيام هزمت إسرائيل ثلاثة جيوش عربية - مصر والأردن وسوريا، وتم تقدير اسحق رابين وموشيه ديان وإسرائيل تل وموشيه بيلد ومردخاي غور من فبل الرأي العام باعتبارهم «أبطال حرب» بينما فاز طيارو سلاح الجو الإسرائيلي بمكانة غير مسبوقة واعتبروا «أفضل الطيارين في العالم»[وفقًا لِمَن؟]

## حرب الاستنزاف 1968-1970
أدت الضربة الوقائية الإسرائيلية المزعومة في حرب 1967 إلى فرض حظر فرنسي على جميع مبيعات الأسلحة لإسرائيل، لكن تغلبت إسرائيل على الحصار من خلال إيجاد موردين آخرين (مثل الولايات المتحدة) وتطوير وصنع أسلحتها الخاصة. تم اتخاذ قرار استراتيجي بعد ذلك بصنع دبابة قتالية إسرائيلية وطائرة مقاتلة إسرائيلية وسفينة حربية إسرائيلية - على سبيل المثال: طائرة كفير المقاتلة والدبابة ميركافا.
بعد انتهاء الحرب، قصف الجيش المصري مواقع الجيش الإسرائيلي على قناة السويس فيما عرف بحرب الاستنزاف، التي كانت حربًا طويلة ومريرة انتهت بعد ثلاث سنوات بسبب التفوق الجوي الإسرائيلي. كانت هناك أيضًا خلافات ومعارك مع القوات السورية على الحدود الشمالية. في عملية الانتقام الإسرائيلية («معارك الأيام الثلاثة» 24-27 يونيو 1970) قُتل حوالي 350 جنديًا سوريًا.

## حرب 1973
خففت حرب العاشر من رمضان، والمعروفة أيضًا باسم «حرب يوم الغفران» في إسرائيل، الثقة الإسرائيلية التي نشأت بعد انتصار حرب 1967، وهذه المرة بقي الأردن خارجاً ولم يشارك في الحرب. بدأت الحرب في 6 أكتوبر 1973 في يوم الغفران، أقدس العطلات اليهودية.
حاولت مصر وسوريا استعادة الأرض التي حصلت عليها إسرائيل في حربها الدفاعية عام 1967، والمعروفة باسم حرب الأيام الستة، فشنت جيوشهم هجومًا مفاجئًا مشتركًا في يوم عيد الغفران اليهودي (وهو أكثر أيام اليهود قداسةً حيث يجب على كل يهودي التكفير عن خطاياه والصلاة وتجنب الأكل والشرب) - هاجمت القوات السورية التحصينات في مرتفعات الجولان والقوات المصرية التحصينات على قناة السويس وشبه جزيرة سيناء وألحقت القوات خسائر كبيرة بالجيش الإسرائيلي. بعد ثلاثة أسابيع من القتال، ومع تعزيزات الولايات المتحدة بالأسلحة والمعدات (وصلت الشحنة الأولى في 9 أكتوبر 1973)، دفع الجيش الإسرائيلي القوات السورية إلى ما وراء الخطوط الأصلية.
تمكنت مجموعات صغيرة من قادة الدبابات مثل أفيغدور كحلاني من كبح عشرات الدبابات السورية في مرتفعات الجولان، وبحلول بحلول 10 أكتوبر استعاد الجيش الإسرائيلي كامل هضبة الجولان، وفي 11 أكتوبر غزت القوات الإسرائيلية المدرعة سوريا ودمرت التعزيزات العراقية، وفي 22 أكتوبر استولى لواء مشاة جولاني على جبل الشيخ (موقع استراتيجي هام).
في شبه جزيرة سيناء، لم تتمكن الدروع الإسرائيلية من منع أو صد المشاة المصريين عند عبور قناة السويس، وتم الاستيلاء على معظم خط بارليف المحصن في أول يومين من الحرب. كانت الهجمات المضادة الإسرائيلية التي شنتها قوات الاحتياط التي وصلت إلى الجبهة بعد ذلك كارثية، واضطر الإسرائيليون إلى الانسحاب إلى خط دفاعي جديد. في 14 أكتوبر صد الإسرائيليون هجومًا مصريًا متجددًا وفي اليوم التالي شنوا هجومًا مضادًا، في 16 أكتوبر عبر الإسرائيليون قناة السويس وحاولوا الاستيلاء على مدينتي الإسماعيلية والسويس وقطع خطوط الإمداد المصرية، إلا أنهم فشلوا في الاستيلاء على أي من المدينتين لكنهم نجحوا في 24 أكتوبر في قطع خطوط الإمداد التابعة للجيش المصري الثالث في الجنوب بعد كسر لبضع ساعات قرار الأمم المتحدة لوقف إطلاق النار. كان ثمن الحرب كان ثقيلًا حيث قُتل 2800 إسرائيلي وأصيب 9000، وتم أسر حوالي 300 جندي إسرائيلي. بيما يقدر عدد الضحايا المصريين والسوريين بحوالي 15000 شخص وجرح حوالي 30,000، وتم أسر 8,300 جندي مصري و 400 جندي سوري.
تسببت الحرب في غضب شعبي في إسرائيل، مما أجبر الحكومة على تعيين لجنة تحقيق سميت بلجنة أجرانات، ووجدت اللجنة عيوبًا خطيرة في أداء فرع التنبؤات الاستخباراتية، والذي فشل في التنبؤ بالحرب وتجاهل التحذيرات المختلفة. استقال رئيس الأركان، ديفيد إلزار («دادو») بعد انتقادات شديدة من قبل اللجنة، وعلى الرغم من أن اللجنة أشادت برئيسة الوزراء الإسرائيلية جولدا مئير لقيادتها خلال الحرب، إلا أنها استقالت إثر الحرب واستعيض عنها بإسحاق رابين.

## 1974-1978
حتى عام 1974، كان الجيش الإسرائيلي يصد الهجمات السورية والمصرية التي تهدف إلى إضعاف مواقع الجيش الإسرائيلي على الحدود وإجبار الحكومة الإسرائيلية على الانسحاب. ومع ذلك، تمكن الجيش الإسرائيلي من تحمل خسائر قليلة، بينما ألحقت ضربات الجيش الإسرائيلي الانتقامية على المصريين والسوريين خسائر فادحة، وتوقفت الهجمات بعد المفاوضات الدولية في عام 1974.
بعد الحصار الفرنسي والإمداد الأمريكي بالأسلحة والذخيرة، بدأ الجيش الإسرائيلي في الاعتماد على الأسلحة والتكنولوجيات الأمريكية والإسرائيلية الصنع. دخلت البندقية الهجومية الأمريكية إم 16 الخدمة إلى جانب بندقية الهجوم الجليل - البديل الإسرائيلي للأيه كيه-47 السوفيتي.تم إصدار M14 كبنادق قنص جنبًا إلى جنب مع فائض من إم 1 كاربين الممنوحة للشرطة.
استثمر الجيش الإسرائيلي في تلك السنوات معظم جهوده في مكافحة ما سمته الإرهاب الدولي، مثل مذبحة ميونيخ التي ارتكبتها منظمة التحرير الفلسطينية عقب ترحيلها من الأردن إلى لبنان في «أيلول الأسود» عام 1970. ركزت منظمة التحرير الفلسطينية أساسًا على اختطاف شركات الطيران والاختطاف واختطف أفردها العديد من الرحلات الجوية التجارية.
في عام 1976 ، اختطفت مجموعة تابعة لمنظمة التحرير الفلسطينية طائرة ركاب تقل 83 راكباً إسرائيلياً واحتجزتهم كرهائن في مطار عنتيبي في أوغندا. قامت وحدة القوات الخاصة الإسرائيلية - سيريت ماتكال - بعملية معقدة لإنقاذ الرهائن وتمكنت من إنقاذ 80 من الركاب وقتل جندي واحد فقط وهو قائدها العقيد يوناتان نتنياهو، الأخ الأكبر لبنيامين نتنياهو. يعتبر الخبراء العسكريون العملية، التي تسمى رسمياً في إسرائيل بعملية جوناثان ولكن يشار إليها على نطاق واسع باسم عملية عنتيبي، واحدة من ألمع وأنجح العمليات السرية التي أجريت على الإطلاق.
في تلك السنوات استلم سلاح الجو الإسرائيلي جيلًا جديدًا من الطائرات الحربية، فوصلت أول طائرة حربية أمريكية من طراز إف-15 إيجل إلى إسرائيل عام 1977، وبعد عام واحد فقط سجلت أول عملية لها في العالم عندما أسقطت مقاتلات سورية من طراز ميغ (ميكويان - جوريفيتش)، ووصلت طائرة إف-16 فايتينغ فالكون عام 1980، ونُسب الفضل أيضًا في أول عملية جوية للطائرة إلى سلاح الجو الإسرائيلي.

## عملية الليطاني
بسبب موجات المقاومة (وأبرزها عملية كمال عدوان) التي شنتها منظمة التحرير الفلسطينية في لبنان، قام الجيش الإسرائيلي بعملية الليطاني، وهي عملية واسعة النطاق وشاملة شملت احتلال جزء من جنوب لبنان في عام 1978.

## 1979-1981
في عام 1979 دخلت أول دبابة قتال رئيسية من طراز ميركافا إم كي 1 الإسرائيلية الخدمة. حيث تم تطوير وتصنيع الدبابة بالكامل من قبل إسرائيل وتجاوزت دبابات أعدائها في كل عناصرها، وشهدت لأول مرة خدمة نشطة في لبنان وأثبتت نجاحها الكبير.
تم توقيع معاهدة السلام بين مصر وإسرائيل عام 1979، عندما وافق مناحيم بيغن وأنور السادات على السلام مقابل قيام إسرائيل بإعطاء شبه جزيرة سيناء بأكملها لمصر. أغلقت اتفاقية السلام، التي لا تزال سارية حتى اليوم، أغلقت الجبهة الجنوبية المريرة وتركت الجيش الإسرائيلي يركز على الحدود الشمالية المستعرة.
في عام 1981 دمر سلاح الجو الإسرائيلي مفاعل أوزاريك العراقي، حيث كانت تشتبه الحكومة الإسرائيلية أن العراقيين سوف يستخدمون المفاعل النووي لصنع أسلحة نووية. في 7 يونيو قامت 4 مقاتلات من طراز إف-16 بغطاء من طائرات إف-15 بالطيران مسافة 1100 كم من العراق من إسرائيل وقصف المفاعل النووي، وبالتالي أُحبط البرنامج النووي العراقي وعرقل بشدة الخطط العراقية للحصول على قنبلة نووية.

## حرب لبنان 1982
في 6 يونيو 1982 في أعقاب محاولة اغتيال قامت بها منظمة أبو نضال ضد سفيرها في لندن، غزت القوات الإسرائيلية تحت إشراف وزير الدفاع أرييل شارون جنوب لبنان في «عملية السلام للجليل»، ووصلوا في النهاية إلى أقصى الشمال حتى العاصمة بيروت في محاولة لطرد قوات منظمة التحرير الفلسطينية من البلاد. في عام 1987 اندلعت الانتفاضة الفلسطينية الأولى، التي أدت إلى اتفاقات أوسلو.
على الرغم نجاح الإسرائيليين في طرد منظمة التحرير الفلسطينية من بيروت والخروج من لبنان، فقد اضطروا إلى البقاء داخل جنوب لبنان لمدة 18 عامًا لتأمين منطقة عازلة بين جماعات المقاومة الأخرى المدعومة من سوريا العاملة في لبنان وإسرائيل. سحب إسرائيل قواتها في عام 2000 استجابة لقرار الأمم المتحدة الذي يدعو إلى الحفاظ على هذه المنطقة العازلة من قبل الحكومة اللبنانية، وإلى إنهاء الاحتلال السوري للبنان.
على الرغم من انسحاب سوريا في نهاية المطاف من لبنان، إلا أنها حافظت على نفوذها عبر حزب الله الذي استمر في مهاجمة شمال إسرائيل بعد فترة طويلة من التصديق على ذلك من قبل قوة الأمم المتحدة المؤقتة في لبنان. أصدرت الأمم المتحدة بعد 4 سنوات القرار 1559 الذي يدعو إلى نزع سلاح حزب الله. أدى فشل الحكومة اللبنانية في القيام بذلك إلى تقوية مقاتلي حزب الله وإلى بناء ترسانة هائلة من 13000 صاروخ تستهدف جميعها المراكز المدنية داخل إسرائيل.
استمرت الهجمات الصاروخية التي شنها حزب الله دون توقف طوال العامين المقبلين، وكانت هذه الهجمات مقرونة بتوغل مقاتلي حزب الله في شمال إسرائيل لقتل وخطف جنود الجيش الإسرائيلي الذي أدى إلى حرب 2006 بين حزب الله وإسرائيل.

## حرب لبنان 2006

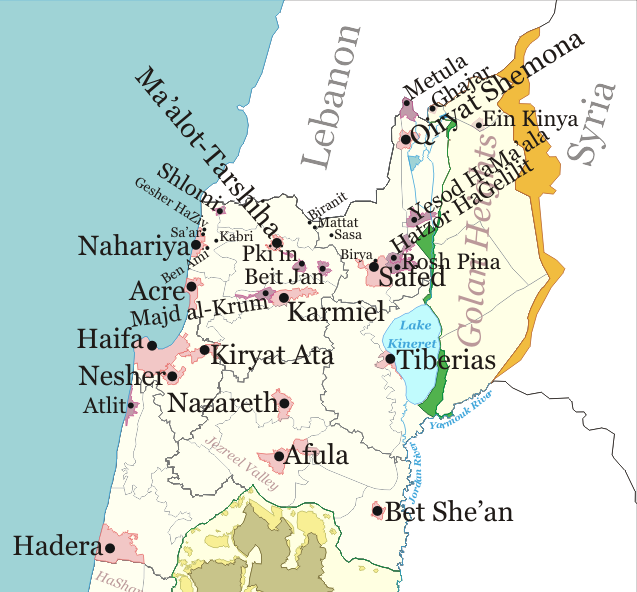
خريطة توضح المناطق الإسرائيلية التي هاجمتها الصواريخ التي أطلقت من الأراضي اللبنانية اعتبارًا من يوم الأحد 16 يوليو.

بعد اختطاف الجندي الإسرائيلي جلعاد شاليط من قبل حماس في 25 يونيو، بدأ الجيش الإسرائيلي الجوي والبري حملة في قطاع غزة للوقوف على جندي مخطوف ووقف نار الصواريخ على الأراضي الإسرائيلية.
في الساعة 9:05 من يوم 12 يوليو قام الجناح العسكري لحزب الله بشن هجوم عبر الحدود على سيارتي هامفي إسرائيليتين، وجاءت الهجمات بعد أسبوعين من بدء عملية أمطار الصيف التي ركزت على غزة، فقتل 8 جنود إسرائيليين وأُسر اثنان. في وقت لاحق من يوم 12 يوليو، وصف رئيس الوزراء الإسرائيلي إيهود أولمرت عملية الأسر بأنها «عمل حرب» يستدعي «رداً قاسياً وقاسياً» وهدد بـ «إرجاع ساعة لبنان إلى الوراء 20 عامًا». وردا على ذلك أطلق الجيش الإسرائيلي هجوم عسكري في لبنان. زادت الأعمال العدائية بين إسرائيل وحزب الله في الأيام التالية إلى حد تبادل الطرفين لخطابات قاسية وتصاعدت إلى حملات عسكرية فتاكة. شرعت إسرائيل في تدمير البنية التحتية للطاقة والنقل في جميع أنحاء لبنان، مع التركيز على البنية التحتية للطرق السريعة في البداية مدعية أنهم كانوا يحاولون منع الجنود المخطوفين من نقلهم إلى إيران. بررت مصادر إسرائيلية فيما بعد اعتداءها على البنية التحتية التي تدعي أن الطرق والمطارات تستخدم لنقل الصواريخ التي تطلق من جنوب لبنان باتجاه المراكز المدنية الإسرائيلية. بعد عدة أيام من الهجمات الإسرائيلية، أعلن زعيم حزب الله حسن نصر الله «حربًا مفتوحة» مع إسرائيل. وقعت العمليات الخاصة للجيش الإسرائيلي داخل حدود لبنان، وانتقلت القوات الإسرائيلية في 22 يوليو بأعداد كبيرة إلى لبنان لاستهداف المواقع الأمامية لحزب الله وتقليص قدرات حزب الله الصاروخية.

## ملحقات

### جنرالات وجنود مشهورون آخرون

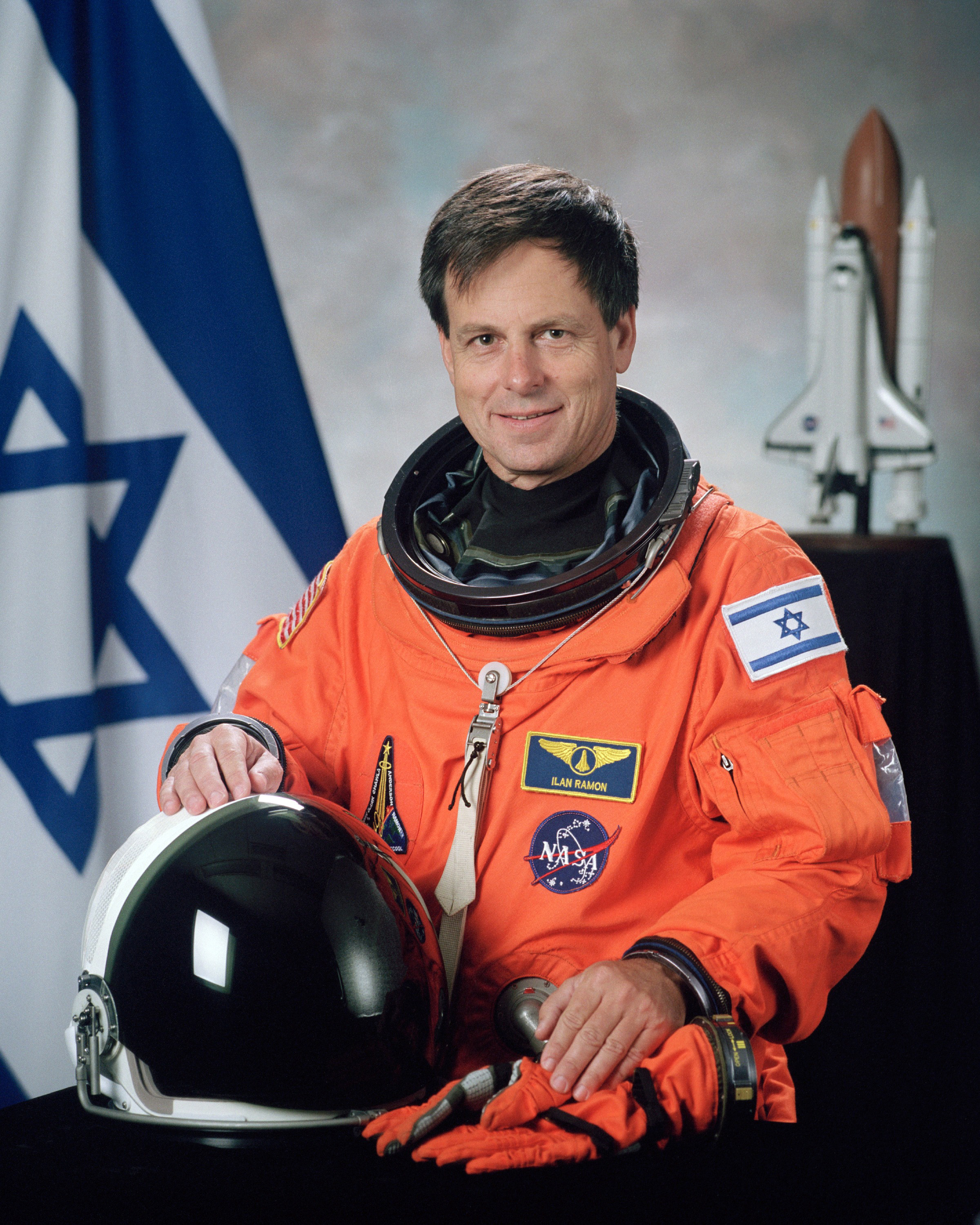
الطيار ورائد الفضاء إيلان رامون

- يانوش بن غال، بطل حرب 1973 في صد القوات السورية.
- التات ألوف (العميد) إفي إيتام، رئيس الحزب الوطني الديني (مفدال).
- ألوف (اللواء) يائير نافيه، أعلى الضباط المتدينيين رتبة في تاريخ الجيش.
- التات ألوف آريه إلداد، كبير الأطباء العسكريين وأستاذ الطب.
- الألوف ميشنيه (العقيد) الدرزي عماد فارس، قائد لواء جفعاتي (2001-2003)
- عاموس ياركوني، أول قائد لكتيبة الاستطلاع شكد في لواء لواء غيفعاتي، وواحد من ستة عرب إسرائيليين يحصلون على وسام الخدمة المتميزة.
- مائير هار زيون، جندي الكوماندوز في الوحدة 101.
- أفيغدور كحلاني، قائد في حرب 1973 عند صد القوات السورية.
- زفيكا غرينغولد، قائد الدبابات الذي قاتل في مرتفعات الجولان في الساعات الأولى من حرب 1973.
- العقيد يوناتان نتنياهو، قائد سيريت ماتكال الذي قتل في عملية عنتيبي.
- مائير بائيل، قائد كلية ضباط الجيش الإسرائيلي ومؤرخ عسكري.
- الألوف (اللواء) «موسى» موشيه بيليد، جنرال المدرعات.
- ألوف ميشنيه إيلان رامون، طيار كبير لطائرات إف-16 قصف المفاعل العراقي عام 1981، وأول رائد فضاء إسرائيلي، ومات في كارثة مكوك الفضاء كولومبيا.
- الألوف أرييل شارون، قائد الوحدة 101، وقائد الفرقة المدرعة خلال حرب 1973، رئيس الوزراء حتى 11 أبريل 2006.
- التات ألوف يفتاح سبيكتور، طيار إف-16 قصف المفاعل العراقي.
- الألوف يسرائيل طال، لأب لمشروع دبابة قتال مركفا الرئيسية.
- الألوف متان فلنائي، جنرال وعضو حزب العمل.
- ألوف عمرام متسناع، جنرال زعيم حزب العمل السابق.
- الألوف إسحاق مردخاي، قائد المظليين البارزين ووزير الدفاع السابق.
- الأدميرال عامي أيالون، قائد البحرية الإسرائيلية ورئيس لاحقًا لجهاز الأمن الداخلي «شين بيت».
- الألوف مائير زوريا، جنرال وقائد فيلق دبابات خلال حرب 1967.